# Mariana Gómez (actriz)
Mariana Gómez González (Medellín, 3 de mayo de 1992) es una actriz y cantante colombiana, reconocida principalmente por protagonizar las telenovelas Arelys Henao y Loquito por ti, la influencer, y por su participación en la telenovela La reina del flow. Participó en el programa de canto La voz Colombia en su segunda edición, en 2013, donde formó parte del equipo de Andrés Cepeda.

## Biografía
Mariana Gómez nació el 3 de mayo de 1992 en la ciudad de Medellín y es hija de Juan Carlos Gómez Uribe quien fue el director de la emisora Radioacktiva en Medellín y de Ana María González Restrepo, empresaria, y son sus hermanas Isabel, Juliana y su media hermana María del Mar. Su abuelo materno es Tito González, un reconocido músico del departamento de Antioquia. 
En 2009 logró reconocimiento a nivel nacional con su sencillo "Ya no siento mariposas". 
En 2012 se trasladó a la ciudad de Nueva York para iniciar estudios de teatro musical en el New York Film Academy sin culminarlos. 
Un año después regresó a su país y participó en el programa de televisión La Voz Colombia. 
En 2015 presentó el sencillo "Mi mejor regalo" e interpretó el papel protagónico de Julieta en el musical El amor después del amor, realizando algunas giras a nivel nacional.
En 2018 interpretó el papel de Irma en la serie de televisión La reina del flow, protagonizada por María José Vargas, Carolina Ramírez, Carlos Torres y Andrés Sandoval y producida por Teleset y Sony Pictures Television para Caracol Televisión.
Ese mismo año Gómez interpretó el papel de Daniela Botero, su primer papel protagónico en la telenovela de Caracol Televisión Loquito por ti. Inspirada en la vida de los cantautores colombianos Gustavo Quintero y Rodolfo Aicardi, la producción contó además con las actuaciones de Variel Sánchez, Linda Lucía Callejas y Carla Giraldo, entre otros. Mariana Gómez interpretó en la telenovela a Daniela, una mujer acomodada que desea lograr la fama mediante la música y que se ve envuelta en un triángulo amoroso con dos incipientes músicos.
Durante 2019, actuó en la telenovela Enfermeras de RCN Televisión, interpretando a Maritza Santana de Pérez. 
También en el mismo año participó en la segunda temporada de MasterChef Celebrity de Canal RCN.
En 2020 interpretó el papel de Mónica en la serie de televisión de Netflix Chichipatos, producida por Dago García.
En 2021, vuelve en la segunda temporada de La reina del flow, con El Huracán Irma y en 2022 protagoniza la telenovela de Arelys Henao.

## Filmografía

### Televisión
| Año       | Título                               | Personaje                                | Rol                                         | Canal              |
| --------- | ------------------------------------ | ---------------------------------------- | ------------------------------------------- | ------------------ |
| 2024      | Midnight Family                      | Cristina "Cris"                          | Elenco Principal; Serie de TV               | Apple TV+          |
| 2023-2024 | La Influencer                        | María Isabel "Maritza" Matallana Mahecha | Protagonista; Telenovela                    | Netflix            |
| 2022      | Arelys Henao: canto para no llorar   | Luz Arelys "Arelys Henao" Henao Ruiz     | Protagonista (Temporada 1); Telenovela      | Caracol Televisión |
| 2020-2021 | Chichipatos                          | Mónica                                   | Elenco Principal; Serie de TV               | Netflix            |
| 2019-2020 | MasterChef Celebrity 2               | Ella misma (séptima posición)            | Participante; Reality Show                  | Canal RCN          |
| 2019      | Enfermeras                           | Maritza Santana de Pérez                 | Antagonista (Temporada 1); Telenovela       | Canal RCN          |
| 2018-2019 | La ley del corazón                   | Vanessa Palacios                         | Elenco Recurrente (Temporada 2); Telenovela | Canal RCN          |
| 2018-2019 | Loquito por ti                       | Daniela Botero Veléz de Arango / Martha  | Protagonista; Telenovela                    | Caracol Televisión |
| 2018-2021 | La reina del flow                    | Irma Serna "El Huracán"                  | Elenco Principal; Telenovela                | Caracol Televisión |
| 2016-2017 | La Revolución - La batalla de Celaya | Hija de Enrique                          | Debut                                       |                    |
| 2013      | La Voz Colombia 2                    | Ella misma (octavo posición)             | Participante; Reality Show                  | Caracol Televisión |

### Cine
| Año  | Título                               | Personaje | Notas        |
| ---- | ------------------------------------ | --------- | ------------ |
| 2020 | Chichipatos: !Que chimba de Navidad! | Mónica    | Largometraje |
| 2016 | Mar                                  | Baby      | Cortometraje |

### Teatro
| Año  | Título                   | Personaje | Rol          |
| ---- | ------------------------ | --------- | ------------ |
| 2015 | El amor después del amor | Julieta   | Protagonista |

### Audionovela
| Año  | Título             | Personaje | Rol          | Medio          |
| ---- | ------------------ | --------- | ------------ | -------------- |
| 2024 | El amor de mi vida | Jessica   | Protagonista | Bumbox Podcast |

## Premios y nominaciones

### Premios India Catalina
| Año  | Categoría                                      | Telenovela o serie                 | Resultado |
| ---- | ---------------------------------------------- | ---------------------------------- | --------- |
| 2023 | Mejor actriz protagónica de telenovela o serie | Arelys Henao: canto para no llorar | Ganadora  |

### Produ Awards
| Año  | Categoría                                         | Telenovela o serie                 | Resultado |
| ---- | ------------------------------------------------- | ---------------------------------- | --------- |
| 2022 | Mejor Actriz Principal - Superserie y Telenovela  | Arelys Henao: canto para no llorar | Nominada  |
| 2021 | Mejor Actriz de Reparto - Superserie y Telenovela | La reina del flow 2                | Nominada  |